# Nothobranchius jubbi
Nothobranchius jubbi – gatunek ryby z rodziny Nothobranchiidae i rzędu karpieńcokształtnych.
Występuje w rzece Tana i Sabaki we wschodniej Kenii, w południowej Somalii i w rzece Webi Shabeelle w Etiopii. Osiąga do 6,0 cm długości. Żywi się owadami i bezkręgowcami. Jest popularną rybą akwariową, ponieważ jest łatwa do utrzymania w akwarium w temperaturze 24–26 °C. Jest rybą słodkowodną, niewędrowną.